# Leonardo Campana
Leonardo Campana Romero (* 24. Juli 2000 in Guayaquil) ist ein ecuadorianischer Fußballspieler. Der Stürmer steht bei Inter Miami unter Vertrag und ist A-Nationalspieler.

## Karriere

### Vereine
Campana stammt aus der Jugend des Barcelona Sporting Club. Für dessen erste Mannschaft wurde er ab März 2019 in der Serie A, der höchsten Spielklasse Ecuadors, eingesetzt und kam bis Jahresende auf 16 Spiele mit 3 Torerfolgen. Im Januar 2020 wechselte Campana zu den Wolverhampton Wanderers in die englische Premier League und unterschrieb einen bis zum 30. Juni 2023 gültigen Vertrag.
Zur Spielzeit 2020/21 wurde der Ecuadorianer an den FC Famalicão verliehen, für den er neunmal zum Einsatz kam. Die Saison 2021/22 verbrachte er leihweise beim Grasshopper Club Zürich. Zu Beginn des Jahres 2022 kehrte er vorzeitig nach Wolverhampton zurück und wurde in die Major League Soccer an Inter Miami verliehen. Nach dem Ende der Leihe wechselte er fest nach Miami und unterschrieb einen Vertrag bis Ende 2025 mit einer vereinseitigen Vertragsoption bis 2026. Beim 2:2-Unentschieden bei Atlanta United am 19. September 2024 erzielte Campana das zwischenzeitliche 2:1-Führungstor und wurde so mit seinem 30. Pflichtspieltreffer für Miami zum Rekordtorschützen des Clubs. Am 19. Oktober 2024 wurde er von Lionel Messi als Rekordhalter abgelöst.

### Nationalmannschaft
Campana spielte im Januar und Februar 2019 mit der ecuadorianischen U20-Nationalmannschaft bei der U20-Südamerikameisterschaft in Chile. Er wurde mit sechs Toren in neun Spielen Torschützenkönig des Turniers und gewann mit seinem Team den Titel.
Am 22. März 2019 debütierte er bei der 0:1-Niederlage im Freundschaftsspiel gegen die Vereinigten Staaten in der A-Nationalmannschaft.
Campana nahm mit der U20 im Mai und Juni 2019 an der U20-Weltmeisterschaft in Polen teil. Im Turnier kam er in allen sieben Spielen seines Teams zum Einsatz, das den dritten Platz belegte. Mit der U23-Auswahl spielte Campana im Juli und August desselben Jahres bei den Panamerikanischen Spielen in Lima, bei denen die Mannschaft den achten Platz belegte.
Bei der Copa América 2021 kam er viermal zum Einsatz und erreichte mit seiner Mannschaft das Viertelfinale.

## Erfolge
Inter Miami
- Leagues-Cup-Sieger: 2023

Nationalmannschaft
- U20-Südamerikameister: 2019
- Dritter Platz bei der U20-Weltmeisterschaft: 2019

## Auszeichnungen
- Torschützenkönig der U20-Südamerikameisterschaft: 2019 (6 Treffer)